# میوز
با میتوز اشتباه نشود.

در میوز، کروموزوم یا کروموزوم‌ها، مضاعف می‌شوند (اینترفاز) و کروموزوم‌های همتا اطلاعات ژنتیکی را در طول اولین تقسیم (میوز ۱)، رد و بدل می‌کنند (کراسینگ اور). یاخته‌های دختر، دوباره در میوز ۲ تقسیم می‌شوند و کروماتیدهای خواهری را تقسیم می‌کنند و گامتهای هاپلوئید را تشکیل می‌دهند. دو گامت در طول لقاح به هم می‌پیوندند و یک سلول دیپلوئید را با مجموعهٔ کاملی از کروموزوم‌های همتا تشکیل می‌دهند.

میوز یا کاستمان نوعی تقسیم هستهٔ سلول است که در آن، شمار کروموزومهای سلول به نصف کاهش می‌یابد.
تقسیم میتوز باعث تولید سلولهایی می‌شود که کاملاً همانند سلول مادر می‌باشند. در نتیجه، این تقسیم نمی‌تواند به تنهایی پاسخگوی گوناگونی موجود در دنیای زنده باشد. ایجاد گوناگونی در دنیای زنده، مدیون این گونهٔ تقسیم سلولی است که میوز نام دارد.
بسیاری از جانداران به منظور تولید مثل، گامت (سلول جنسی) تولید می‌کنند و امکان ترکیب آن‌ها را با یکدیگر فراهم می‌سازند. گامت‌ها هاپلوئید هستند. اگر سلول‌های جنسی هاپلوئید نبودند، شمار کروموزوم‌ها در هر نسل، دو برابر نسل قبل می‌شد و حیات جانداران عملاً به خطر می‌افتد. طی میوز، از یک سلول دیپلوئید، چهار سلول هاپلوئید پدید می‌آید.
میوز، نوعی تقسیم هستهٔ سلولی می‌باشد که در آن تعداد کروموزومها نصف می‌شود و سلول‌های تخصص‌یافته‌ای که مسئول تولیدمثل هستند (گامت در جانوران و بعضی از دیگر جانداران یا هاگ در بعضی از دیگر جانداران) تولید می‌شود. تقسیم میوز برای تولید مثل جنسی ضروری است و در همهٔ یوکاریوتهایی (همچنین تک‌یاخته‌ای‌های پروکاریوت) که تولیدمثل جنسی انجام می‌دهند، رخ می‌دهد. میوز در آرکی‌باکترها (باستانیان) و باکتری‌ها روی نمی‌دهد؛ زیرا تولیدمثل آن‌ها از راه‌های دیگری همچون تقسیم دوتایی می‌باشد.
یاخته پیش از آغاز میوز، مرحله‌های اینترفاز را، دقیقاً مانند اینترفاز میتوز سپری می‌کند. در این مرحله‌ها، مولکول‌های دنا همانندسازی می‌کنند (در مرحلهٔ ساخت از چرخهٔ سلولی) و سلول برای تقسیم شدن آماده می‌شود.

## مرحله‌های میوز
میوز از دو تقسیم پی در پی، هستهٔ سلول به نام میوز ۱ و میوز ۲ تشکیل شده‌است که هر کدام خود مراحل پروفاز، متافاز، آنافاز و تلوفاز را دارند.
میوز ۲ بسیار شبیه میتوز است. طولانی‌ترین مرحلهٔ میوز، پروفاز ۱ است. باید توجه داشت که میوز یک چرخه نیست.

### پروفاز

#### پروفاز ۱
در پروفاز ۱، که نخستین مرحلهٔ میوز ۱ است، کروموزوم‌های مضاعف‌شده همچون پروفاز در میتوز فشرده و قابل دیدن می‌شوند و غشای هسته تجزیه می‌شود. آن‌گاه کروموزوم‌های همتا که هر کدام دو کروماتید خواهری دارند، از درازایشان در کنار یکدیگر قرار گرفته و یک تتراد به وجود می‌آورند. پس از پروفاز ۱، یاخته وارد مرحلهٔ متافاز ۱ می‌شود.
مرحله پروفاز ۱ روند پیچیده‌ای است که بسیار کندتر از میتوز صورت می‌گیرد و شامل پنج مرحله است:

## زیرمرحله لپتوتن
آغاز پروفاز با افزایش حجم هسته‌ای مشخص می‌شود. کروموزوم‌ها به صورت تخم‌های دراز، نازک و تاب خورده به شکل دانه‌های تسبیح به نام کرومومر ظاهر می‌شوند. این ریز مرحله را لپتوتن گویند. کروموزوم‌ها منفرد به نظر می‌رسند، در حالی که بیشتر مولکول‌های دی‌ان‌ای یاخته قبلاً دو برابر شده‌اند و کروموزوم‌ها دارای دو کروماتید هستند. بر اساس گفته «براون»، ساخت دی‌ان‌ای تا مرحله لپتوتن ادامه دارد و قسمت G2 چرخه سلولی را تشکیل می‌دهد.

## زیرمرحله زیگوتن
در این مرحله، کروموزم‌های همتا به ترتیب ویژه‌ای جفت می‌شوند. نیرویی که دو جفت کروموزم همتا را به سوی یکدیگر می‌کشد، هنوز مشخص نشده‌است. این روند را سیناپس می‌گویند و جفت کروموزوم‌های همتا را در طی فرایند سیناپس، بی‌والانت (تتراد) می‌گویند.
چهارتایه یا تتراد میگویند

## زیرمرحله پاکی‌تن
در این مرحله، هستک از نظر اندازه رشد می‌کند و کروموزوم‌ها کوتاه‌تر و ضخیم‌تر می‌شوند. حال هر کدام یک تتراد هستند که از دو کروموزوم همتا یا ۴ کروماتید تشکیل شده‌اند. هر کروماتید از یک تتراد، به دور کروماتید خواهری خود می‌پیچد و کوتاه‌تر و ضخیم‌تر می‌شود. هر کروموزوم همتا، سانترومر مستقل دارد؛ بنابراین هر کروماتید، سانترومر خاص خود را دارا می‌باشد.
مهم‌ترین رویداد در زیرمرحله پاکی‌تن، تشکیل کیاسما به هنگامی است که دو کروماتید خواهری از هر کروموزوم همتا، قطعاتی را بین خود مبادله می‌کنند. تبادل قطعات بین دو کروماتید از دو کروموزوم همتا را «تقاطع کروموزومی» گویند. زیرمرحله پاکی‌تن طولانی است. در پایان این زیرمرحله، نیرویی سبب جدا شدن کروماتیدها از یکدیگر می‌شود.

## زیرمرحله دیپلوتن
در این مرحله، کروموزوم‌ها جدا شدن از یکدیگر را آغاز می‌کنند، اما چون در بعضی نقاط تبادل صورت گرفته‌است، لذا در این نقاط متصل به یکدیگر باقی می‌مانند. این ریز مرحله حقیقتاً کیاسما نام دارد و از نظر ژنتیکی دارای اهمیت فراوانی است، زیرا تبادل بین کروماتیدهای ناخواهری در این زیرمرحله صورت می‌گیرد. تقاطع کروموزومی به تبادل ژن‌ها می‌انجامد و سبب تشکیل کروماتیدهای نوترکیب می‌شود. در ژنتیک مولکولی، تقاطع کروموزومی به عنوان وسیله تجربی برای نقشه‌برداری کروموزومی به کار می‌رود.

## زیرمرحله دیاکینز
در این مرحله، کروموزوم‌ها کوتاه‌تر و ضخیم‌تر شده و کیاسما ناپدید می‌شود. کروموزوم‌های همتا از دو سو به سمت محیط هسته کشیده می‌شوند، اما جدا شدن کامل کروماتیدها صورت نمی‌گیرد. کروموزوم‌های همتا فقط در انتها (تلومر) متصل به یکدیگر باقی می‌مانند و ساختار حلقه مانند عریضی را تشکیل می‌دهند. همچنین، هستک و غشای هسته ناپدید می‌شوند و دوک به‌طور کامل تشکیل می‌گردد. کروموزوم‌های تتراد در صفحه متافاز (استوای سلول) قرار می‌گیرند.

### متافاز۱
در متافاز ۱، که دومین مرحلهٔ میوز ۱ است، تترادها به وسیلهٔ رشته‌های دوک میتوزی (Mitotic Spindle) در سطح استوایی سلول ردیف می‌شوند.

### آنافاز۱
در آنافاز ۱، که سومین مرحلهٔ میوز ۱ است، کروموزوم‌های همتا از یکدیگر جدا می‌شوند؛ اما دو کروماتید خواهری هر کروموزوم، همچنان در محل سانترومر به یکدیگر متصل هستند؛ بنابراین هر کروموزوم همچنان دو کروماتید دارد.

### تلوفاز۱
در تلوفاز ۱، که چهارمین مرحلهٔ میوز ۱ است، کروموزوم‌ها در دو قطب یاخته گرد هم می‌آیند. در بیشتر جانداران، در این مرحله سیتوپلاسم نیز تقسیم می‌شود (تقسیم سیتوپلاسم) و دو یاختهٔ جدید پدید می‌آید. در هر یک از دو یاختهٔ پدیدآمده، یا در هر یک از دو قطب یاخته، فقط یکی از دو کروموزوم‌های همتا وجود دارد. پس از پایان تلوفاز نخستین، یاخته وارد میوز ۲ می‌شود، اما باید توجه داشت که کروموزوم‌ها در فاصلهٔ میان میوز اول و میوز دوم، همانندسازی نمی‌کنند.

### میوز ۲

#### پروفاز ۲
پروفاز ۲ پس از تلوفاز ۱ رخ می‌دهد و آغاز میوز ۲ به‌شمار می‌آید. در پروفاز ۲، رشته‌های دوک میتوزی در پیرامون هر هستهٔ هاپلوئید پدیدار می‌گردند.

#### متافاز۲
متافاز ۲ پس از پروفاز ۲ رخ می‌دهد. در این مرحله، کروموزوم‌ها که هنوز مضاعف هستند، در صفحهٔ متافازی، ردیف می‌شوند و از طریق سانترومرهای خود، به دوک میتوزی متصل می‌شوند.

#### آنافاز۲
آنافاز ۲ پس از متافاز ۲ رخ می‌دهد. در این مرحله، کروماتیدهای خواهری از هم جدا می‌شوند و به سوی دو قطب یاخته می‌روند (همانند آنافاز در میتوز).

#### تلوفاز۲
تلوفاز ۲ پس از آنافاز ۲ رخ می‌دهد. در این مرحله، پوشش هسته پیرامون کروماتیدها پدید می‌آید، دوک میتوزی از میان می‌رود و سپس تقسیم سیتوپلاسم (Cytokinesis) رخ می‌دهد.
نتیجهٔ میوز، یک سلول دیپلوئید، چهار سلول هاپلوئید است. این چهار سلول از لحاظ ژنتیکی از یکدیگر و والد خود متمایز هستند.